# Eudoxie Laurent
Pour les articles homonymes, voir Eudoxie.
Eudoxie Laurent, née Eudoxie Louise Laurence Yvos le 30 juillet 1831 à La Rochelle et morte à Asnières le 17 août 1890,, est une chanteuse et actrice de théâtre française.

## Biographie
Elle se distingue, entre autres, dans Un oncle aux carottes d'Albert Monnier et Édouard Martin sur les planches du théâtre des Variétés en 1854 dans le rôle de Nichette puis dans Les Fils de Charles Quint de Victor Séjour au théâtre de l'Ambigu-Comique (1864) et dans Histoire d'un drapeau d'Adolphe d'Ennery (1865).
Actrice de la troupe du théâtre de la Porte-Saint-Martin, elle épouse en 1862 Amédée de Jallais. Jouant à Bobino en 1865 et au théâtre des Nouveautés (1867), elle devient en 1869 étoile à l'Alcazar d'été.
Après des rôles d'envergure au théâtre du Châtelet (La Faridondaine) (1873) et, en 1876, au théâtre historique dans une reprise de La Bergère des Alpes de Marmontel et en pleine popularité, elle doit quitter le théâtre en raison d'une maladie dont elle meurt en 1890.